# Unter deiner Flagge
Unter deiner Flagge ist die dritte Singleauskopplung der deutschen Rockband Unheilig aus ihrem siebten Studioalbum Große Freiheit.

## Entstehung und Artwork
Geschrieben und produziert wurde das Lied von dem Grafen und Henning Verlage. Die Single wurde unter dem Musiklabel Vertigo Berlin veröffentlicht. Auf dem Cover der Maxi-Single ist – neben der Aufschrift des Künstlers und des Liedtitels – der Graf zu sehen, der an einem bedeckten Tag in einem schwarzen Anzug auf einer Wiese steht und in den Himmel schaut.

## Veröffentlichung und Promotion
Die Erstveröffentlichung der Single fand am 24. September 2010 in Deutschland, Österreich und der Schweiz statt. Neben der Single-Version zu „Unter deiner Flagge“ ist noch eine 3:52 Minuten lange Darkstar-Music-Edition von Geboren um zu leben als B-Seite enthalten. Neben der herkömmlichen Maxi-Single existiert auch eine auf 2.000 limitierte Einheiten begrenzte Maxi-Single mit einem Original-Autogramm des Grafen und einem Poster.

## Bundesvision Song Contest 2010
Unheilig gewannen den Bundesvision Song Contest 2010 für Nordrhein-Westfalen mit 12 Punkten Vorsprung vor der für Sachsen-Anhalt antretenden Band Silly mit dem Lied Alles rot (152 Punkte). Während der Punktevergabe aller 16 Bundesländer setzten sich Unheilig schon relativ früh mit einem kleinen aber kontinuierlichen Abstand vor ihren Mitkonkurrenten ab. Neben ihrer Heimat Nordrhein-Westfalen bekamen sie ebenfalls aus Rheinland-Pfalz, Niedersachsen, Hessen und Baden-Württemberg die volle Punktzahl. Dies war der erste Sieg eines Künstlers aus Nordrhein-Westfalen, bei der sechsten Austragung des Bundesvision Song Contests.
Jeder Künstler dreht zu Promotionzwecken einen Wahlwerbespot für die Teilnahme am BuViSoco. In diesem ist der Graf in einem Kindergarten zu sehen. Zunächst stellt er die Sehenswürdigkeiten seiner Heimatstadt Aachen vor, wie den Aachener Dom, die Aachener Thermalquellen, Aachener Printen und den Tivoli. Danach sind Kinder zu sehen, die die Fragen nach ihrer Herkunft beantworten und was sie mit NRW verbinden.
Punktevergabe
|    |    |    |    |   |    |    |    |    |    |   |    |    |    |   |    | Gesamt |
| -- | -- | -- | -- | - | -- | -- | -- | -- | -- | - | -- | -- | -- | - | -- | ------ |
| 10 | 12 | 10 | 10 | 8 | 12 | 10 | 10 | 12 | 10 | 8 | 10 | 10 | 12 | 8 | 12 | 164    |

## Inhalt
In verschiedenen Interviews gab der Graf von Unheilig bekannt, dass er das Lied für seine Mutter schrieb. Unter deiner Flagge beschreibt in dem Lied, wie er von seiner Mutter erzogen wurde und dass sie immer für ihn da war und zu ihm stand. Der Text des Liedes stammt vom Grafen, die Kompositionen entstand gemeinsam durch den Grafen und Verlage.

„Ich bin, unter deiner Flagge,

deine Liebe ist mein Schild.

Unter deiner Flagge,

deinen Namen trägt der Wind.

Unter deiner Flagge,

deine Liebe ist mein Wort.

Unter deiner Flagge,

trägst du mich, zu jedem Ort.“

## Musikvideo
Premiere feierte das Musikvideos Anfang September. Das Video ist in zwei Abschnitte geteilt, die immer wieder abwechselnd zu sehen sind. In einem Abschnitt ist der Graf zu sehen, der zwischen vielen roten Flaggen steht und dabei das Lied singt. Im anderen Abschnitt ist zu sehen, wie ein Mann mittleren Alters (gespielt von Jonas von Lingen) sich um seine Mutter kümmert und dabei immer wieder an die Zeit zurückdenkt, wie es mit ihm und seiner Mutter war, als er noch ein Kind war. Regie führte Markus Gerwinat. Produziert wurde es von QFilmproduktion. Bis Februar 2025 zählte das Musikvideo über 2,2 Millionen Aufrufe auf der Videoplattform YouTube.

## Mitwirkende
| Liedproduktion - Der Graf: Gesang, Komponist, Liedtexter, Musikproduzent - Martin Potthoff: Schlagzeug - Christoph Termühlen: Gitarre - Henning Verlage: Keyboard, Komponist, Produzent | Musikvideo - Markus Gerwinat: Regisseur (Musikvideo) - Jonas von Lingen: Schauspieler (Musikvideo) Unternehmen - QFilmproduktion: Filmproduzent (Musikvideo) - Vertigo Berlin: Musiklabel |

## Chartplatzierungen
Unter deiner Flagge erreichte in Deutschland Platz neun der Singlecharts und konnte sich insgesamt 21 Wochen in den Charts platzieren. In Österreich erreichte die Single Position 29 und konnte sich dort zwölf Wochen in den Charts platzieren. Nach Geboren um zu leben ist dies der zweite Top-10-Erfolg in Deutschland innerhalb eines Jahres für Unheilig. Am Ende des Jahres platzierte sich Unter deiner Flagge auf Position 74 der deutschen Single-Jahrescharts von 2010.
| ChartsChartplatzierungen | Höchstplatzierung | Wochen |
| ------------------------ | ----------------- | ------ |
| Deutschland (GfK)        | 9 (21 Wo.)        | 21     |
| Österreich (Ö3)          | 29 (12 Wo.)       | 12     |

| ChartsJahrescharts (2010) | Platzierung |
| ------------------------- | ----------- |
| Deutschland (GfK)         | 74          |